# Věroslav Sláma
Věroslav Sláma (uváděný také jako Vieroslav Sláma; 25. května 1930 – 15. srpna 2018) byl český a československý příslušník 3. odboje, politický vězeň komunismu, po sametové revoluci politik, poslanec Sněmovny lidu a Sněmovny národů Federálního shromáždění za Občanské fórum, později za Občanskou demokratickou stranu. Od konce 90. let člen Unie svobody.

## Biografie
V 50. letech se zapojil do protikomunistického odboje. V letech 1950-1952 spolupracoval s kurýry britské zpravodajské služby IS, která se zaměřovala na poskytování strategických informací, ukrývání pronásledovaných osob, provoz vysílacích stanic a asistenci při převádění osob přes hranice na Západ. Po odhalení skupiny byl Věroslav Sláma odsouzen na 25 let. Jeho bratr Cyril dožil v emigraci.
Profesně je k roku 1990 uváděn jako technik šlechtitelské stanice, bytem Želešice.
V lednu 1990 zasedl v rámci procesu kooptací do Federálního shromáždění po sametové revoluci do Sněmovny lidu (volební obvod č. 90 – Brno-venkov-Blansko, Jihomoravský kraj) jako bezpartijní poslanec, respektive poslanec za Občanské fórum. Ve volbách roku 1990 přešel do české části Sněmovny národů. Zvolen byl za OF. Po rozpadu Občanského fóra přešel do parlamentního klubu Občanské demokratické strany. Znovu byl za ODS zvolen ve volbách roku 1992, kdy přešel zpět do Sněmovny lidu. Ve Federálním shromáždění setrval do zániku Československa v prosinci 1992.
Počátkem roku 1998 vystoupil z ODS v době krize po takzvaném sarajevském atentátu. Patřil tehdy do skupiny odcházejících členů Oblastního sdružení ODS Brno-venkov. Přešel do Unie svobody. V krajských volbách roku 2008 kandidoval neúspěšně do Zastupitelstva Jihomoravského kraje za Unii svobody, respektive za koalici ALTERNATIVA 2008, kterou tvořilo několik menších formací (Strana pro otevřenou společnost, Liberální reformní strana, US-DEU).